# Leptotyphlops koppesi
Leptotyphlops koppesi este o specie de șerpi din genul Leptotyphlops, familia Leptotyphlopidae, descrisă de Amaral 1955. Conform Catalogue of Life specia Leptotyphlops koppesi nu are subspecii cunoscute.